# Пономарёв, Владимир Фёдорович
Владимир Фёдорович Пономарёв (2-й) (8 июля 1860 — октябрь 1927) — русский морской офицер, генерал-лейтенант флота, участник Цусимского сражения, спасательной операции в Мессине. В итальянских источниках — Ponomareff. Участник Белого движения.

## Биография
В 1877году поступил на действительную службу. 20 апреля 1880 — гардемарин. 21 сентября 1881 — мичман (старшинство 30.08.1881).
5 апреля 1887 — лейтенант. 6 декабря 1897 — капитан-лейтенант по цензу.
4 июля 1898—1902 — старший офицер эскадренного броненосца «Император Николай I».
6 декабря 1901 — капитан 2-го ранга. 2 сентября 1902—1904 — командир транспорта «Хабаровск».
23 апреля 1904 — 7 февраля 1906 — командир транспорта «Анадырь». Участник Цусимского сражения. Вместе с буксиром «Свирь» снял команду со вспомогательного крейсера «Урал», передал контр-адмиралу И. Н. Небогатову сообщение о передаче командования, отказавшись от попыток прорваться во Владивосток, вернулся на Мадагаскар, а оттуда на Балтику.

Рекомендацией для этого назначения (он пробыл командиром до 1909 г.) стало, по-видимому, удачное командование в Цусимском бою гигантским по тем временам (16200 т) транспортом «Анадырь». Он активно маневрировал в бою, прорезав строй своих крейсеров, чтобы уйти из-под огня японцев, вместе с буксиром «Свирь» снял команду брошенного крейсера «Урал», успел передать Н. И. Небогатову сигнал о передаче ему командования. В суматохе боя, рискуя под огнём японцев взлететь на воздух от взрыва в трюмах обширных эскадренных запасов снарядов, он таранил уже брошенный командой буксирный пароход «Русь» и даже пытался, согласно приказу З. П. Рожественского, следовать во Владивосток. Но здравый смысл подсказал более верное решение. Избежав атак японских миноносцев, он уходил на SW. От попыток прорваться Лаперузовым или Сангарским проливами командир, при крайней тихоходности транспорта (10 уз), отказался и, имея обширные запасы топлива, прямым рейсом пришёл на Мадагаскар.

Корабль оказался единственным из уцелевших в бою, кто сумел избежать интернирования. По окончании войны он в ноябре 1905 г. вернулся на родину, доставив в Либаву 341 человек, спасенных с крейсера «Урал», весь свой груз не пригодившихся для эскадры снарядов, предназначавшихся для Владивостока запасных частей для машин броненосца «Бородино». Так транспорт «Анадырь» (его судьба и в дальнейшем была особо замечательной — он участвовал и во второй мировой войне) оказался в числе самых счастливых и наиболее удачно действовавших кораблей эскадры З. П. Рожественского. За отличие командир был произведен в 1906 г. в капитаны 1 ранга и получил назначение на «Адмирал Макаров». Но и его счастливо, казалось бы, продолженная карьера не стала большим достоянием флота.— P. M. Мельников Броненосные крейсера типа «Адмирал Макаров»
2 октября 1906 — командир строящегося «крейсера Адмирал Макаров».

Капитан 1-го ранга Пономарев был прекрасным моряком. Он отлично управлял кораблем, но не был военным и совершенно не годился в командиры боевого корабля. Пономарев умел быть любимым офицерами и командой. У него были и связи при дворе, и ему протежировал адмирал Нилов, но адмирал Эссен его оценивал правильно.— Граф Г. К. Императорский Балтийский флот между двумя войнами. 1906–1914
6 декабря 1906 — капитан 1-го ранга «за отличие».
28 декабря 1908 — во время Мессинского землетрясения организовал и принимал непосредственное участие в спасении жителей разрушенного города, поддержании общественного порядка. Крейсер был введен Пономарёвым во внутреннюю гавань, раненые доставлялись с берега и эвакуировались в Неаполь, оттуда доставлялись медикаменты и провиант.
5 октября 1909 — командующий 1-м Балтийским флотским экипажем. 6 декабря 1911 — контр-адмирал «за отличие».

Покойный адмирал Владимир Федорович Пономарев, в бытность свою командиром крейсера «Адмирал Макаров», пришёл первым во время страшного землетрясения в Мессину на помощь пострадавшим жителям. Спасая несчастных, он заразился тифом и, по повелению Государя был отправлен на своем крейсере в Пирей, в госпиталь, устроенный там Королевой Греческой Ольгой Константиновной.

Два месяца муж был при смерти, выдерживая все время температуру 40,10. В отчаянии я телеграфировала моей матери, прося её отслужить молебен о выздоровлении мужа. Она немедленно (3-го марта) отслужила молебен Казанской Божьей Матери и у гроба о. Иоанна Кронштадтского. В ночь с 3-го на 4-е марта у больного был кризис, а через несколько дней я получила от матери письмо со вложением листка от венка с гроба о. Иоанна, и на листочке было проставлено 3 марта 1909 г. Этот листок и в настоящее время у меня висит завернутый в бумагу у образа. Через 11/2 месяца, 14-го апреля, мы двинулись с мужем из госпиталя в Петербург.— И. К. Сурский «Отец Иоанн Кронштадтский»
7 мая 1911 — Заведующий загородными судами и Петергофской военной гаванью. 6 декабря 1915 — Генерал-лейтенант флота. 4 апреля 1917 — в резерве чинов Морского министерства. 25 апреля 1917 был уволен от службы.
14 ноября 1920 навсегда покинул Россию через Севастополь в ходе Крымской эвакуации.
В эмиграции проживал в Турции, Италии, Югославии, умер предположительно в городе Херцег-Нови.
Известен в Италии открытым письмом к жителям Мессины в 1921 году, написанном по настоянию военного атташе Италии в Турции.

## Отличия
- Орден Святой Анны III степени (1891)
- Медаль «В память царствования императора Александра III» (1896)
- Медаль «В память коронации Императора Николая II» (1898)
- Французский орден Почётного легиона, кавалер (1902)
- Тунисский орден Нишан-Ифтикар командорского креста (1903)
- Золотой знак «В память службы в морской охране» (1903)
- Орден Святого Владимира IV степени с бантом (22.09.1903) за 20 кампаний
- Орден Святого Станислава II степени (06.12.1903)
- Золотая сабля с надписью «за храбрость» (26.09.1905)
- Светло-бронзовая медаль «В память русско-японской войны» (1906)
- Медаль «В память похода эскадры адмирала Рожественского на Дальний Восток» (1907)
- Орден Святой Анны II степени (06.12.1908)
- Норвежский орден Святого Олафа, командор (01.10.1908)
- Французский орден Почётного легиона, офицер (13.10.1908)
- Мекленбург-Шверинский орден Грифона, командор (23.02.1909)
- Английский Королевский Викторианский орден, командор (05.11.1909)
- Греческий орден Спасителя, командор (05.11.1909)
- Итальянский орден Святых Маврикия и Лазаря , командор (04.01.1910)
- Орден Святого Владимира III степени (18.04.1910)
- Итальянская серебряная медаль «В память бедствия, постигшего в конце 1908 года Мессину и Калабрию» (11.07.1911)
- Итальянская медаль «За оказание помощи пострадавшим во время землетрясения в Сицилии и Калабрии в 1908 году» (04.10.1911)
- Орден Святого Станислава I степени (14.04.1913)
- Наследственный нагрудный знак и медаль «В память 300-летия царствования дома Романовых» (1913)
- Французский орден Почётного легиона, командор (14.07.1914)
- Медаль «В память 200-летия морского сражения при Гангуте» (1915)
- Орден Святой Анны I степени (06.12.1916)